# Lutz Winckler
Lutz Winckler (* 22. Januar 1941 in Potsdam) ist ein deutscher Germanist.

## Leben
Winckler studierte von 1960 bis 1966 Germanistik und Geschichte in Lausanne, Berlin und Tübingen. Nach der Promotion 1968 zum Dr. phil. an der Universität Tübingen und der Habilitation 1975 ebenda lehrte er von 1988 bis 1998 als außerplanmäßiger Professor an der Universität Tübingen. Von 1998 bis 2006 war er Professor für deutsche Literatur und Kultur an der Universität Poitiers. 
Er hatte Gastprofessuren inne an den Universitäten Marburg (1973/1974), Hamburg (1979–1981), Besançon (1985–1988) und Paris VIII (1983/1984 und 1989/1990). Er war 1883–1985 Stipendiat der Deutschen Forschungsgemeinschaft.
Seine Schwerpunkte sind Literatur des Exils nach 1933 und kritische Literatursoziologie.

## Schriften (Auswahl)
- Martin Luther als Bürger und Patriot. Das Reformationsjubiläum von 1817 und der politische Protestantismus des Wartburgfestes (= Historische Studien, Bd. 408). Matthiesen, Lübeck 1996, ISBN 3-7868-1408-2 (= Dissertation Universität Tübingen).

- Kulturwarenproduktion. Aufsätze zur Literatur- und Sprachsoziologie. Suhrkamp, Frankfurt am Main 1973, ISBN 3-518-00628-2.
- Studie zur gesellschaftlichen Funktion faschistischer Sprache. Suhrkamp, Frankfurt am Main 1977, ISBN 3-518-10417-9.
- Autor-Markt-Publikum. Zur Geschichte der Literaturproduktion in Deutschland. Argument-Verlag, Berlin 1986, ISBN 3-88619-138-9.
- Kulturelle Erneuerung und gesellschaftlicher Auftrag. Zur Bestandspolitik der Öffentlichen Bibliotheken und Betriebsbüchereien in der SBZ und DDR 1945 bis 1951. De Gruyter, Berlin 1987, ISBN 3-484-35020-2.